# لويس هاوك
لويس هاوك (بالإنجليزية: Lewis Hawke)‏ هو لاعب كرة قدم بريطاني، ولد في 22 أكتوبر 1993 في كيركالدي في المملكة المتحدة. لعب مع نادي غرينوك مورتون.

## وصلات خارجية
- لويس هاوك على موقع قاعدة بيانات كرة القدم.إي يو (الإنجليزية)
- لويس هاوك على موقع Soccerbase.com (لاعب) (الإنجليزية)